# Asterropteryx ensifera
Espèce
Asterropteryx ensifera est une espèce de poissons marins de la famille des Gobiidae soit les gobies.
Il est présent dans les eaux tropicales de la zone Indo-Pacifique, Mer Rouge incluse.
Sa taille maximale est de 3 cm.